# Пенькі-Косьцельські
Пенькі-Косьцельські (пол. Pieńki Kościelskie) — село в Польщі, у гміні Осенцини Радзейовського повіту Куявсько-Поморського воєводства.
Населення — 177 осіб (2011).
У 1975-1998 роках село належало до Влоцлавського воєводства.

## Демографія
Демографічна структура станом на 31 березня 2011 року:
|          | Загалом | Допрацездатний вік | Працездатний вік | Постпрацездатний вік |
| -------- | ------- | ------------------ | ---------------- | -------------------- |
| Чоловіки | 83      | 19                 | 52               | 12                   |
| Жінки    | 94      | 23                 | 59               | 12                   |
| Разом    | 177     | 42                 | 111              | 24                   |